# Piptadenia uliginosa
Piptadenia uliginosa är en ärtväxtart som beskrevs av Nathaniel Lord Britton och Ellsworth Paine Killip. Piptadenia uliginosa ingår i släktet Piptadenia och familjen ärtväxter. Inga underarter finns listade i Catalogue of Life.